# Euclystis fuscicilia
Euclystis fuscicilia là một loài bướm đêm trong họ Erebidae.